# Bastien Blanc-Tailleur
Bastien Blanc-Tailleur, né le 11 juillet 1991 à Annecy, est un chef pâtissier français, spécialisé dans la création de gâteaux de mariage sur mesure et haut de gamme. Il sert une clientèle mondiale et crée des pièces uniques pour chaque événement.

## Biographie

### Enfance et débuts
Né à Annecy, Bastien Blanc-Tailleur a grandi dans un environnement familial porté sur l’art et la créativité, ce qui a fortement influencé son orientation vers la pâtisserie dès son jeune âge. Ayant déménagé à Lisieux, commence son parcours professionnel à Villers-sur-Mer à l'âge de quinze ans.
Il part ensuite continuer son apprentissage à Toulouse, à l’âge de 17 ans, durant 3 années au sein de la Maison Pillon.
À vingt-cinq ans, il crée son entreprise et réalise sa première pièce montée majeure pour un mariage organisé par la wedding planneuse Alejandra Poupel à l'Opéra Garnier, marquant ainsi le début de sa spécialisation dans les gâteaux de mariage.

### Carrière
La carrière de Bastien Blanc-Tailleur est marquée par la création de gâteaux de mariage prestigieux. Chaque gâteau est un projet unique, conçu avec précision, souvent inspiré de bâtiments emblématiques comme la cathédrale de Milan, le Château de Vaux-le-Vicomte ou des motifs décoratifs complexes.
Bastien Blanc-Tailleur commence sa carrière en travaillant comme sous-chef dans des établissements parisiens célèbres tels que le Pavillon Ledoyen, aux côtés de Yannick Alléno, le Four Seasons Hotel George V ou encore le salon de thé Carette.
En 2015, Bastien Blanc-Tailleur crée son propre atelier, se spécialisant dans les wedding cakes et autres gâteaux événementiels. Il est également connu pour son utilisation de fleurs en sucre réalisées à la main et qui ornent chacun de ses gâteaux.. En 2023, son entreprise se verra délivrer le label Entreprise du Patrimoine Vivant par le Ministère de l'Économie et des Finances.
Son travail a été reconnu à l'international, notamment à travers des collaborations avec des magazines et des participations à des compétitions professionnelles, comme celle du Meilleur Pâtissier sur M6 en tant que jury ou le Mondial des Arts Sucrés.

### Présence médiatique
- 2019 : Je t'aime etc[6] (France 2)
- 2019 : Sucrément bon[7] (Teva)
- 2023 : Le Meilleur Pâtissier[8] (M6)
- 2023 : Secrets d'histoire[9] (France 2)
- 2023 : Bel & Bien (France 2)

Bastien Blanc-Tailleur est également actif sur les réseaux sociaux, où il partage régulièrement ses créations avec ses abonnés.

### Distinctions
- 2023 : Label Entreprise du Patrimoine Vivant par l’Institut National des Métiers d'Arts.